# M.W. Beijerinck Virologie Prijs
De M.W. Beijerinck Virologie Prijs, tot en met 1998 M.W. Beijerinck Virologie Medaille, is een in 1965 ingestelde prijs die door de Koninklijke Nederlandse Akademie van Wetenschappen (KNAW) eens per drie jaar wordt toegekend aan een internationale toponderzoeker die zich door een bijzondere prestatie op het gebied der virologie heeft onderscheiden.
De prijs is vernoemd naar de Nederlandse microbioloog Martinus Willem Beijerinck.

## Toekenningen Virologie Prijs
- 1966  E. van Slogteren, Nederland
- 1969  R.L. Sinsheimer[1], Verenigde Staten
- 1972  W. Berends, Nederland
- 1975  E.M.J. Jaspars en A. van Kammen, Nederland
- 1978  Lex van der Eb, Nederland
- 1983  B.A.M. van der Zeijst, Nederland
- 1986  Walter Fiers, België
- 1989  Jan van der Noordaa, Nederland
- 1992  H. zur Hausen, Duitsland
- 1996  Marian Horzinek,[2] Nederland/Duitsland
- 1998  A.D.M.E. Osterhaus, Nederland
- 2001  R.A. Weiss, Verenigd Koninkrijk
- 2004  D.C. Baulcombe[3], Verenigd Koninkrijk
- 2007  Charles M. Rice, Verenigde Staten
- 2010  Eckard Wimmer[4], Verenigde Staten
- 2013  Felix Rey, Frankrijk
- 2015  Peter Palese[5], Verenigde Staten
- 2017  Raul Andino[6], Verenigde Staten
- 2019  Eva Harris[6], Verenigde Staten
- 2021  Ralf Bartenschlager[7], Duitsland
- 2023  Ron Fouchier, Nederland